# Draba subcapitata
Draba subcapitata — вид трав'янистих рослин родини капустяні (Brassicaceae), який має циркумполярне, арктичне (за винятком гір Північної Скандинавії) поширення у Північній Америці та Євразії.

## Таксономічні примітки
Найбільш близькі родичі диплоїдного (2n = 16), циркумарктичного D. subcapitata є два інші диплоїди, арктична-альпійський D. fladnizensis і центральноазійський D. altaica. Всі три розрізняються, однак, послідовно генетично і представляють три різні диплоїдні родоводи. Попри передбачуване схрещування, D. subcapitata легко впізнається всюди в Арктиці й без будь-якої помітної географічної структури, ні в морфології, ні в області генетики.

## Опис
Це багаторічні поодинокі трав'янисті рослини. Базальний каудекс густо вкритий залишками листя, розгалужений в часто численні, дрібні, дуже щільно згруповані розетки, утворюючи невеликі купини. Кожна розетка потенційно з одним квітковим стеблом без листя, до 15–20 стебел на купину. Квіткові стебла прямостійні, іноді дуже короткі на початку цвітіння, до 1 см, але подовжуючись під час і після цвітіння до 3(5) см, помірно опушені. Листки чергові, невеликі, до 8 × 2 мм, вузько еліптичні або оберненоланцетні, гострі (рідко закруглені), цільні, від блідо- до темно-зеленого кольору, серединні жилки дуже помітні. Верхня поверхня листа гола або з дуже рідкісними волосками; нижня поверхню листа гола або опушена розкиданими волосками; краї листа з густими, довгими й товстими волосками до 1 мм.
Суцвіття — коротка китиця з (2)3–5(6) квітами, сильно не подовжується в плодовій стадії. Квітконіжка коротка (в основному <2 мм). Квіти радіально симетричні з 4 вільними чашолистками і пелюстками. Чашолистки 1 × 0.5 мм, еліптичні, червонуватого або пурпурно-зеленого кольору з дуже вузьким білим краєм. Пелюстки білі, дуже маленькі й вузькі, 2 × 1 мм, приблизно в 2 рази довші, ніж чашолистки. Плоди — стручки до 6 × 3 мм, широко еліптичні, округлі або іноді довгасті, рідше яйцеподібні, голі або рідко з рідкісними волосками, темно-оливково-зеленого або коричневого кольору. Насіння 6–8 в кожній комірці, бл 1 × 0,5 мм, середнього коричневого забарвлення. 2n = 16 (2x).

## Відтворення
Статеве розмноження насінням; немає вегетативного розмноження. Високо самозапильний вид, квіти дуже маленькі напівзакриті. Насіння не має спеціальних пристосувань для поширення.

## Поширення
Північна Америка (Ґренландія, Північна Канада, Аляска — США), Євразія (Фарерські острови, Північна Норвегія [вкл. Шпіцберген], Північна Швеція, Північна Росія).
Населяє сухі гребені й оголення, верхи й тріщини валунів, сухі осипи, торф'янисті обриви, мулисті схили, ділянки інфільтрації, гравійні рівнини в дельтах річок і береги річок. 